# Степной (Кочубеевский район)
Степно́й — хутор в Кочубеевском районе (муниципальном округе) Ставропольского края России.

## География
Расстояние до краевого центра: 53 км.
Расстояние до районного центра: 19 км.

## История
До 11 января 1995 года хутор входил в Вревский сельсовет.
11 января 1995 года Главы администрации Ставропольского края постановил «Образовать в Кочубеевском районе Мищенский сельсовет с центром в хуторе Мищенский, включив в его состав выделенные из Вревского сельсовета этого же района село Цветное, хутор Мищенский и хутор Степной».
До 16 марта 2020 года хутор входил в упразднённый Мищенский сельсовет.

## Население
| 1989 | 2002 | 2010 | 2014 |
| ---- | ---- | ---- | ---- |
| 621  | ↘313 | ↘289 | ↘200 |

По данным переписи 2002 года в национальной структуре населения преобладают русские (78 %).

## Инфраструктура
Медицинскую помощь оказывает фельдшерско-акушерский пункт.

## Достопримечательности
- Волшебный уголок[9]

## Памятники
- Памятник воинам-землякам, погибшим в годы Великой Отечественной войны 1941—1945 гг. 1975 год[10]

## Культовые сооружения
В границах населённого пункта расположено общественное открытое кладбище площадью 2983,16 м².